# Jag stannar till slutet
Jag stannar till slutet är en bok från 2018 av aktivisten Fatemeh Khavari och ETC-journalisten Annie Hellquist. Boken är en självbiografi som handlar om Khavaris liv och om den uppmärksammade sittstrejken som tog plats hösten 2017. Boken innehåller 27 kapitel och i varje kapitelrubrik nämns en plats som Khavari har varit på och valt att berätta om, där platserna Stockholm, Teheran, Herat, Kabul och Göteborg ingår.

## Utgåva
- Khavari, Fatemeh; Hellquist, Annie (2018). Jag stannar till slutet. Stockholm: Norstedts. Libris 22527455. ISBN 9789113086965